# 2796 Крон
2796 Крон (2796 Kron) — астероїд головного поясу, відкритий 13 березня 1980 року.
Тіссеранів параметр щодо Юпітера — 3,343.